# Campeonato Mundial de Waterpolo Femenino de 2027
El XIX Campeonato Mundial de Waterpolo Femenino se celebrará en Budapest (Hungría) en el año 2027 dentro del XXIII Campeonato Mundial de Natación. El evento será organizado por la Federación Internacional de Natación (FINA) y la Federación Húngara de Natación.